# Cyklus foreach
Cyklus foreach je řídící struktura, sloužící pro iteraci přes všechny prvky v kolekci, kde nahrazuje cyklus for.

## Syntaxe

### Programovací jazykC++
```
for
(
typ_prvku
 
prvek
:
kolekce
)

{

    
//Něco děláme s prvkem

}

```

### Programovací jazykGo
Pokud chceme zpracovávat prvek i index:
```
for
 
index
,
 
prvek
 
:=
 
range
 
kolekce
 
{

    
// Něco děláme s prvkem a indexem

}

```

Pokud chceme zpracovávat jen prvek:
```
for
 
index
 
:=
 
range
 
kolekce
 
{

    
// Něco děláme s indexem

}

```

### Programovací jazykJava
```
for
(
typ_prvku
 
prvek
 
:
 
kolekce
)
 
{

    
// Něco děláme s prvkem

}

```

### Programovací jazykRust
```
for
 
prvek
 
in
 
kolekce
 
{

    
//Něco děláme s prvkem

}

```

V Rustu foreach nahrazuje cyklus for:
```
for
 
i
 
in
 
0
..
9
 
{

    
//Něco děláme s číslem i

}

```